# Bromus pseudodanthoniae
Bromus pseudodanthoniae är en gräsart som beskrevs av Vasiliĭ Petrovich Drobow. Bromus pseudodanthoniae ingår i släktet lostor, och familjen gräs. Inga underarter finns listade i Catalogue of Life.